# Andreas Siekmann
Andreas Siekmann (Hamm, Alemanya, 1961) és un artista alemany.
Va estudiar Història i Història de l'Art a la Universitat de Múnic, i va obtenir el seu doctorat en Art a la Kunstakademie de Düsseldorf. Des de 1987 ha participat en nombroses exposicions, algunes tan importants com la Documenta de Kassel. Des dels anys 90 ha fet obres col·lectives, algunes en col·laboració amb l'artista alemanya Alice Creischer. Viu i treballa a Berlín.
L'obra de Siekmann revela sempre una postura política clara, ha fet una sèrie de treballs sobre les forces de l'exclusió i zones de la repressió, les qüestions que sempre aborda amb enginy i una lògica associativa excepcional.